# Сіріль Маре
Сіріль Маре (фр. Cyrille Maret; нар. 11 серпня 1987, Діжон, Франція) — французький дзюдоїст, бронзовий призер Олімпійських ігор 2016 року, призер чемпіонатів Європи.

## Виступи на Олімпіадах
| Олімпіада | Дисципліна | Місце |
| --------- | ---------- | ----- |
| Ріо 2016  | До 100 кг  | 3     |